# Large Binocular Telescope
El Large Binocular Telescope (LBT per les seves sigles en anglès o lit. en català Gran Telescopi Binocular, però nomenat originalment projecte Colombus) és un telescopi òptic dedicat a l'astronomia que està localitzat a 3.260 metres a la Muntanya Graham de la serra de Pinaleño del sud-est d'Arizona, i és part de l'Observatori Internacional de la Muntanya Graham. És un gran telescopi binocular i forma part d'un dels telescopis òptics més avançats tecnològicament i amb més alta resolució del món i l'obertura dels seus dos miralls el converteix en el major telescopi òptic del món.
L'estiu de 2010 el LBT va aconseguir un gran avanç i va anunciar una nova era d'astronomia terrestre. Utilitzant un sol costat de 8,4 m, va sobrepassar l'agudesa del Hubble (en certes longituds d'ona de llum) a través d'òptiques adaptives de segona generació que va alçar el quocient de Strehl a entre 60-80% en comptes dels 20-30% dels sistemes òptics adaptatius més antics. Sense òptiques adaptives els telescopis terrestres tindrien uns quocients de Strehl de menys de l'1%.

## Projecte
El gran telescopi binocular és un projecte conjunt dels següents membres: la comunitat italiana astronòmica (representat per Istituto Nazionale di Astrofisica, INAF); la Universitat d'Arizona, la Universitat Estatal d'Arizona; Universitat de Minnesota, Universitat de Notre Dame, Universitat de Virgínia, el LBT Beteiligungsgesellschaft a Alemanya (Institut Max-Planck d'Astronomia a Heidelberg, Observatori de Heidelberg-Königstuhl a Heidelberg, Institut d'Astrofísica de Potsdam, Institut Max-Planck de Física Extraterrestre a Múnic, Institut Max-Planck de Radioastronomia a Bonn), la Universitat Estatal d'Ohio i la Corporació d'Investigació a Tucson.
El disseny del telescopi té dos miralls de 8,4 metres muntats sobre una base comuna, d'aquí el nom "binocular" el telescopi treu avantatge de les seves òptiques actives i adaptatives proveïdes per l'Observatori Arcetri.
L'àrea de recol·lecció és de dos miralls de 8,4 metres d'obertura, la qual cosa dona prop de 111 m², aquesta àrea és equivalent a una obertura circular d'11,8 m, major que qualsevol altre telescopi sol, però no és comparable en molts aspectes, ja que la llum es recull en un límit de difracció més baix i no es combinen de la mateixa manera. A més, un mode interferomètric també és disponible, amb una línia de base màxima de 22,8 ms per a observacions d'obertura d'imatges de síntesis i una línia de base de 15 metres per interferometria d'anul·lació. Aquesta característica és al llarg d'un eix amb l'instrument LBTI en longituds d'ona de 3,5 a 13 micres, que és en l'infraroig proper.

## Controvèrsia

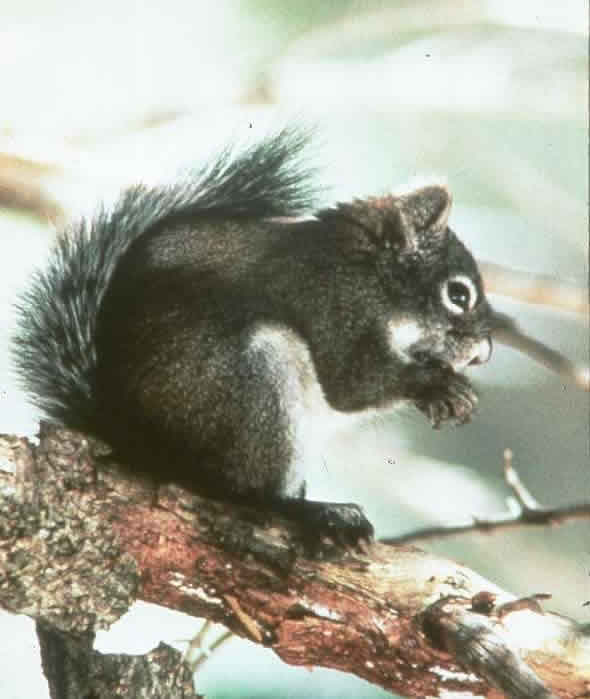
T. hudsonicus grahamensis

L'elecció de la ubicació va provocar una considerable controvèrsia local, tant de la tribu apatxe de San Carlos que afirmaven que la muntanya era sagrada, i els ecologistes que sostenien que l'observatori causaria la defunció d'una subespècie en perill de l'esquirol americà vermell (l'esquirol vermell de la Muntanya Graham)
Els ecologistes i membres de la tribu van presentar unes 40 demandes i 8 dels quals van acabar davant una cort federal d'apel·lació, però el projecte en última instància va prevaler, després d'un acte del Congrés dels Estats Units.
El telescopi i l'observatori de la muntanya van sobreviure a dos grans incendis forestals en vuit anys, el més recent a l'estiu de 2004. Igualment els esquirols segueixen sobrevivint, encara que els experts creuen que els seus nombres fluctuen depenent de la collita de nous sense que l'observatori les afecti.

## Primera llum

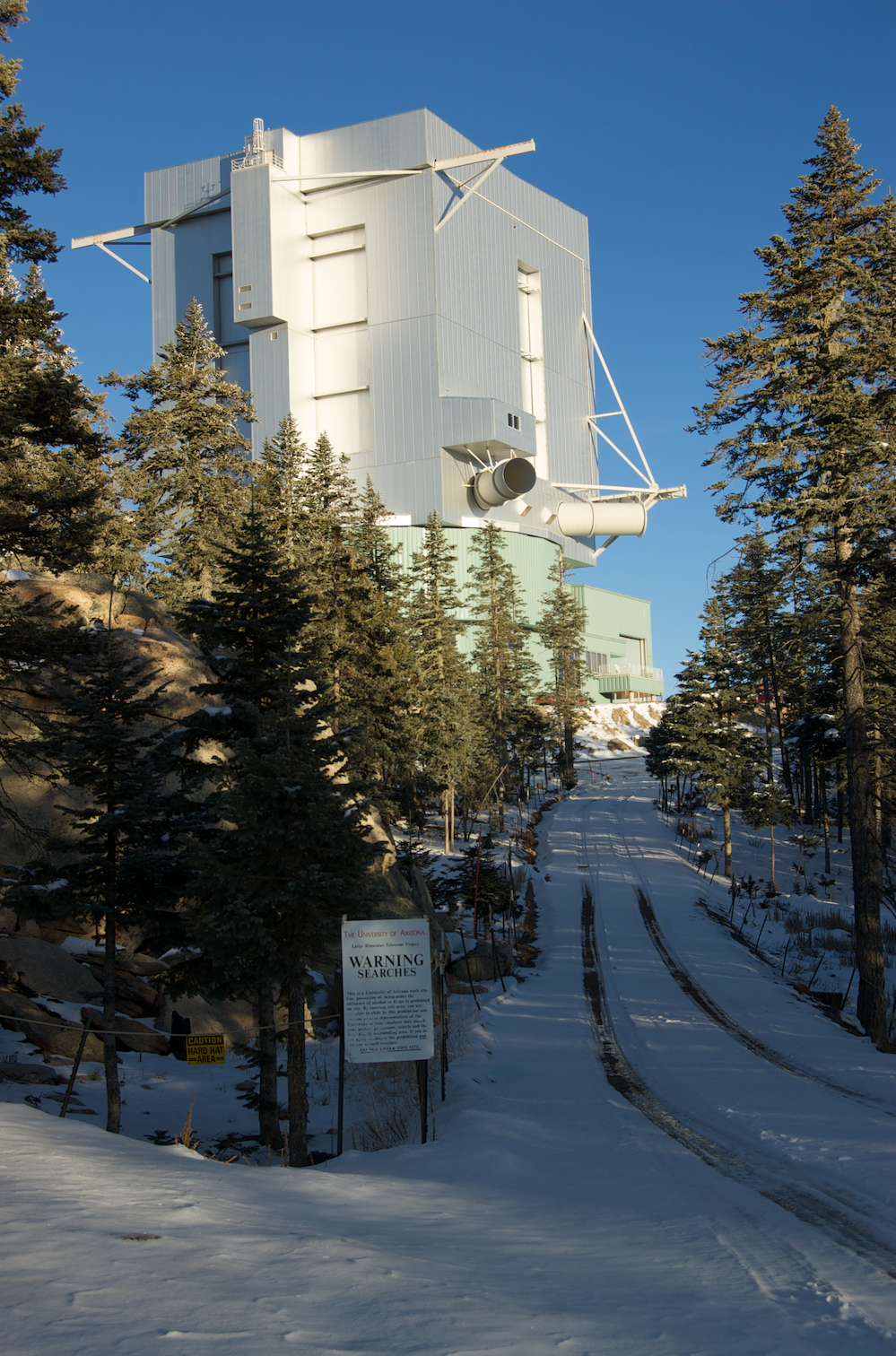
Gran telescopi Binocular.

El telescopi va ser estrenat l'octubre de 2004 i va veure la primera llum amb un mirall primari el 12 d'octubre de 2005 que va veure NGC 891. El segon mirall primari va ser instal·lat el gener de 2006 i es va fer operacional en la manera binocular el gener de 2008.
Les primeres imatges binoculars van mostrar tres interpretacions en fals color de la galàxia espiral NGC 2770. La galàxia està a 88 milions d'anys llum de la Via Làctia, un veí relativament proper. La galàxia té un disc pla d'estrelles i gas encès amb una punta lleugerament cap a la nostra línia de visió.
La primera imatge va ser presa combinant la llum ultraviolada i la llum verda, i es va posar l'accent a les regions agrupades d'estrelles calentes recentment formades en els braços espirals. La segona imatge va ser combinada a dos colors vermell foscos per ressaltar la distribució més suau de les estrelles més antigues i fredes. La tercera imatge va ser una combinació de radiació ultraviolada, verda i vermell intens de llum i va mostrar l'estructura detallada d'estrelles calentes, moderades i fresques a la galàxia. Les càmeres i les imatges van ser produïdes per l'equip Large Binocular Camera, dirigit per Emanuele Giallongo a l'Observatori Astrofísic de Roma.
En la manera de síntesi d'obertura binoculars el LBT té una àrea col·lectora de llum de 111 m ², equivalent a una sola superfície d'11,8 metres i combina la llum per produir la nitidesa d'imatge equivalent a un sol telescopi de 22,8 metres. Tanmateix, això requereix un combinador de feix que es va provar el 2008, però no ha estat part de les operacions regulars. Es pot prendre imatges amb un costat en l'obertura de 8,4 m, o prendre dues imatges del mateix objecte amb diferents instruments en cada costat del telescopi.

### Primera llum del sistema d'òptica adaptativa (FLAO)
El juny de 2010, una nova actualització de l'òptica adaptativa va ser afegida al LBT, la qual cosa permet una qualitat d'imatge tres vegades major que la del Telescopi Espacial Hubble en certes longituds d'ona usant un dels dos miralls de 8,4 m del LBT. El sistema d'òptica adaptativa és més avançat que els antics sistemes d'òptica adaptativa. Va aconseguir quocients de Strehl de fins al 84% i entre 60% i 80% regularment a principis del seu ús L'òptica adaptativa es va afegir més tard al segon mirall i la llum dels dos es combina, en la qual l'Observatori aconsegueix imatges deu vegades més nítides que la de l'Hubble. Sense òptica adaptativa, els telescopis terrestres tenen quocients de Strehl de menys de l'1% en comparació de la qualitat d'imatge perfecta que seria del 100%. Abans, els sistemes d'adaptació òptica van anar típicament al 30-40%.

## Mitjans de comunicació
El telescopi també ha fet aparicions en un episodi d'un programa del canal Discovery (Really Big Things), National Geographic Channel (Big, Bigger, Biggest) i el programa de BBC el The Sky at Night. Un documental de ràdio de la BBC Radio 4, "The New Galileos", va cobrir el LBT i el JWST.

## Descobriments

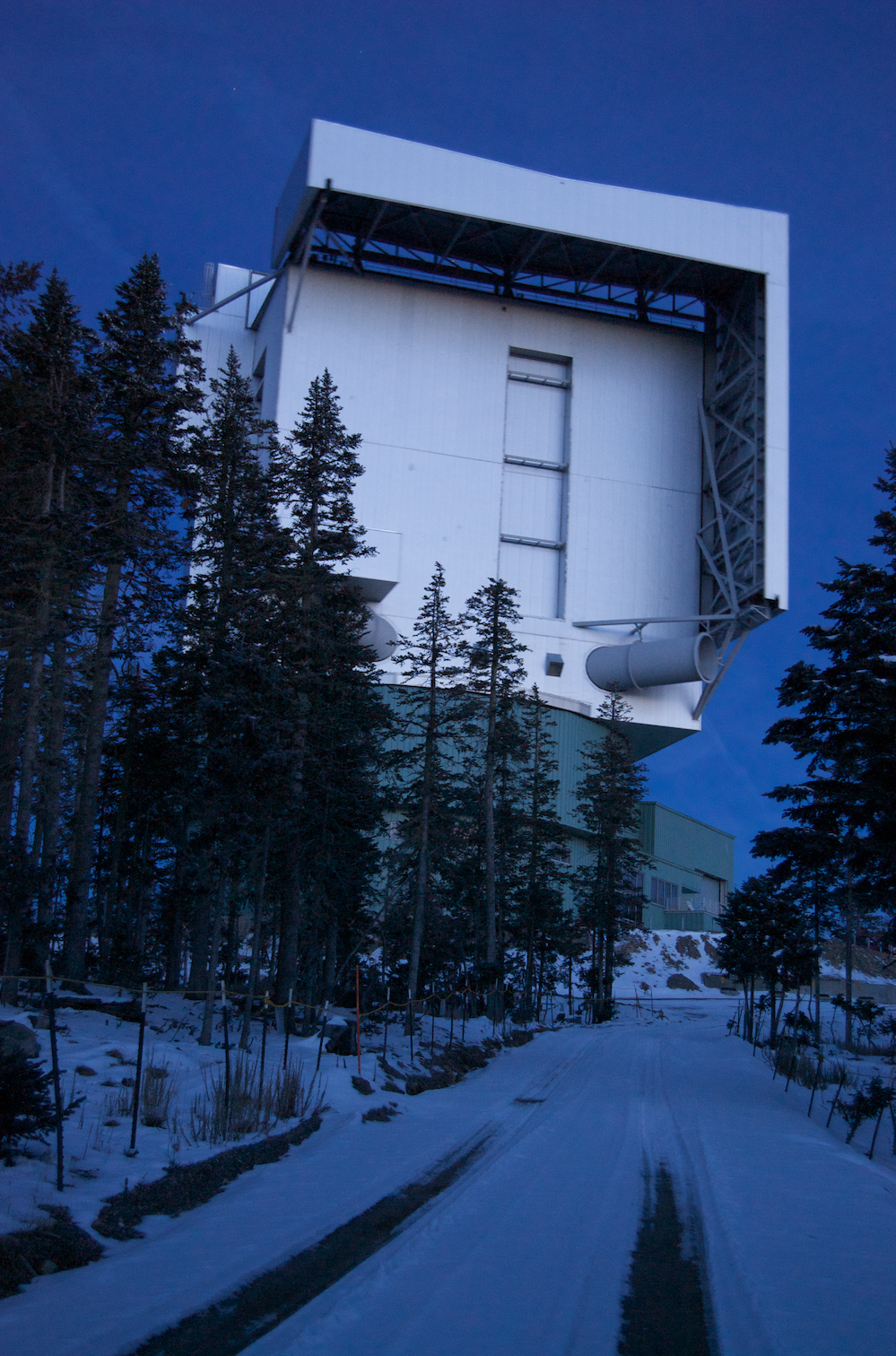
Gran telescopi Binocular en fosquejar.

El telescopi conjuntament amb el XMM-Newton va ser usat per descobrir el cúmul galàctic 2XMM J0830, a més de 7 mil milions anys llum de distància de la Terra. El 2007, el LBT va detectar una resplendor de 26° de magnitud de l'esclat de raigs gamma GRB 070125.

## Instruments
Alguns dels instruments del telescopi LBT actuals o prevists:
- LBC - càmeres d'infrarojos fins a ultraviolats.
- PEPSI - espectrògraf per als camps magnètics estel·lars.
- MODS - dos espectrògrafs òptics.
- LUCI - dos espectrògrafs multiobjecte infraroig. LUCI1 i LUCI2[18][19] El nom de l'instrument va ser canviat oficialment de LUCIFER a LUCI el 2012.[20]
- AGW - seguiment i per a certes correccions de la distorsió atmosfèrica.
- LINC-Nirvana - fotografiador de camp ampli d'imatges.
- LBT - interferòmetre.
- FLAO - òptica adaptativa per corregir la distorsió atmosfèrica.

## Consorci del LBT
Els socis del projecte del LBT
- Arizona (25%)
  - Universitat d'Arizona - Tucson
  - Universitat Estatal d'Arizona - Tempe
  - Universitat del Nord d'Arizona - Flagstaff

- Itàlia (25%)

Comparació dels majors telescopis del món.

  - Istituto Nazionale di Astrofisica
  - Observatori Astrofísic d'Arcetri - Florència
  - Observatori Astronòmic de Bolonya - Bolonya
  - Observatori Astronòmic de Roma - Roma
  - Observatori Astronòmic de Pàdua - Pàdua
  - Observatori Astronòmic de Brera - Milà
  - Grup d'Investigació de l'Observatori Vaticà

- Alemanya (25%)
  - Institut Max-Planck d'Astronomia - Heidelberg
  - Observatori de Heidelberg-Königstuhl - Heidelberg
  - Institut d'Astrofísica de Potsdam - Potsdam
  - Institut Max-Planck de Física Extraterrestre - Múnic
  - Institut Max-Planck de Radioastronomia - Bonn

- Corporació d'Investigació (12.5%)
  - Universitat Estatal d'Ohio
  - Universitat de Notre Dame
  - Universitat de Minnesota
  - Universitat de Virgínia
- Universitat Estatal d'Ohio (12.5%)

## Més imatges

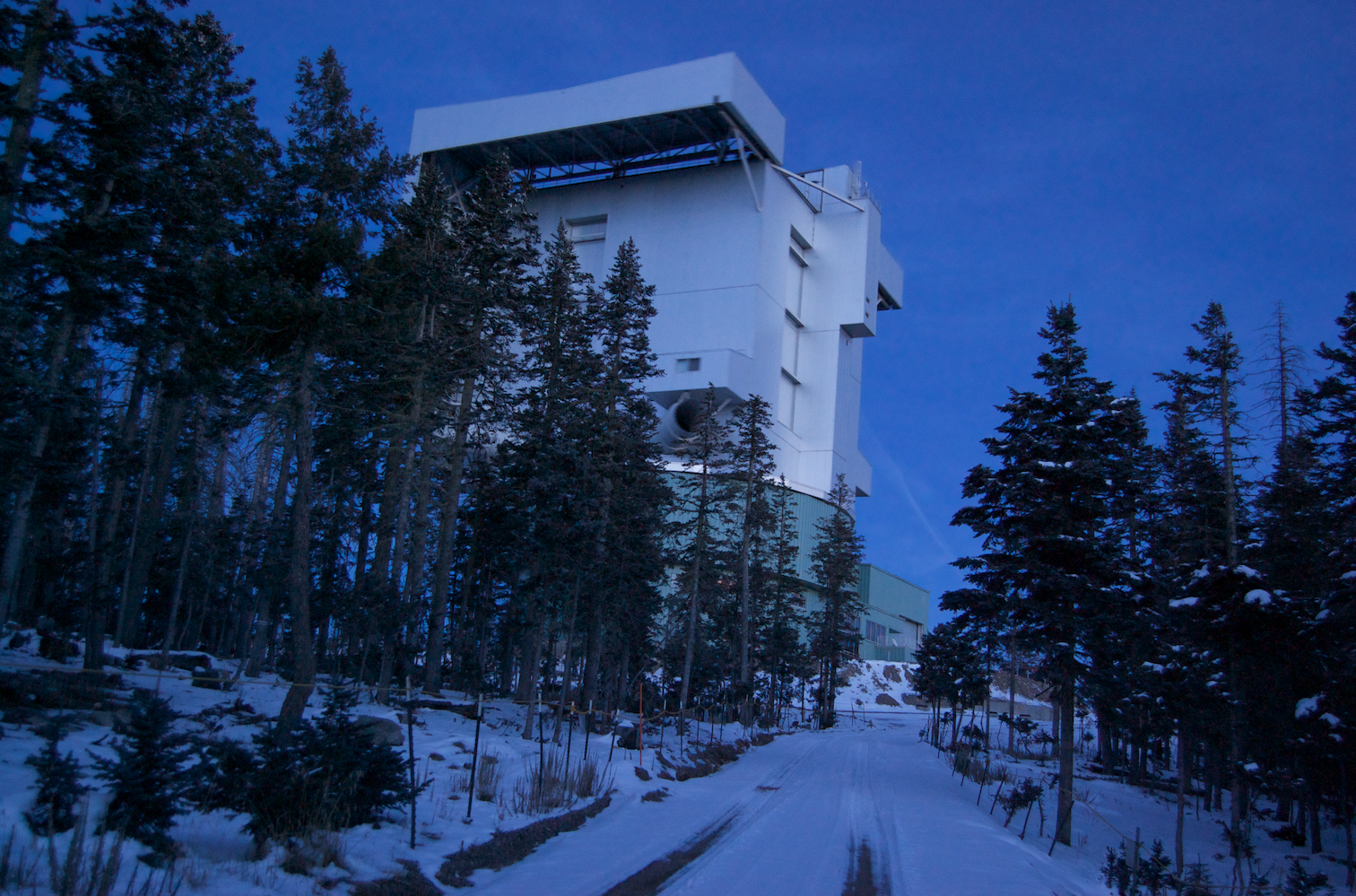
LBT al capvespre del 26/11/2007, després d'haver girat en azimut
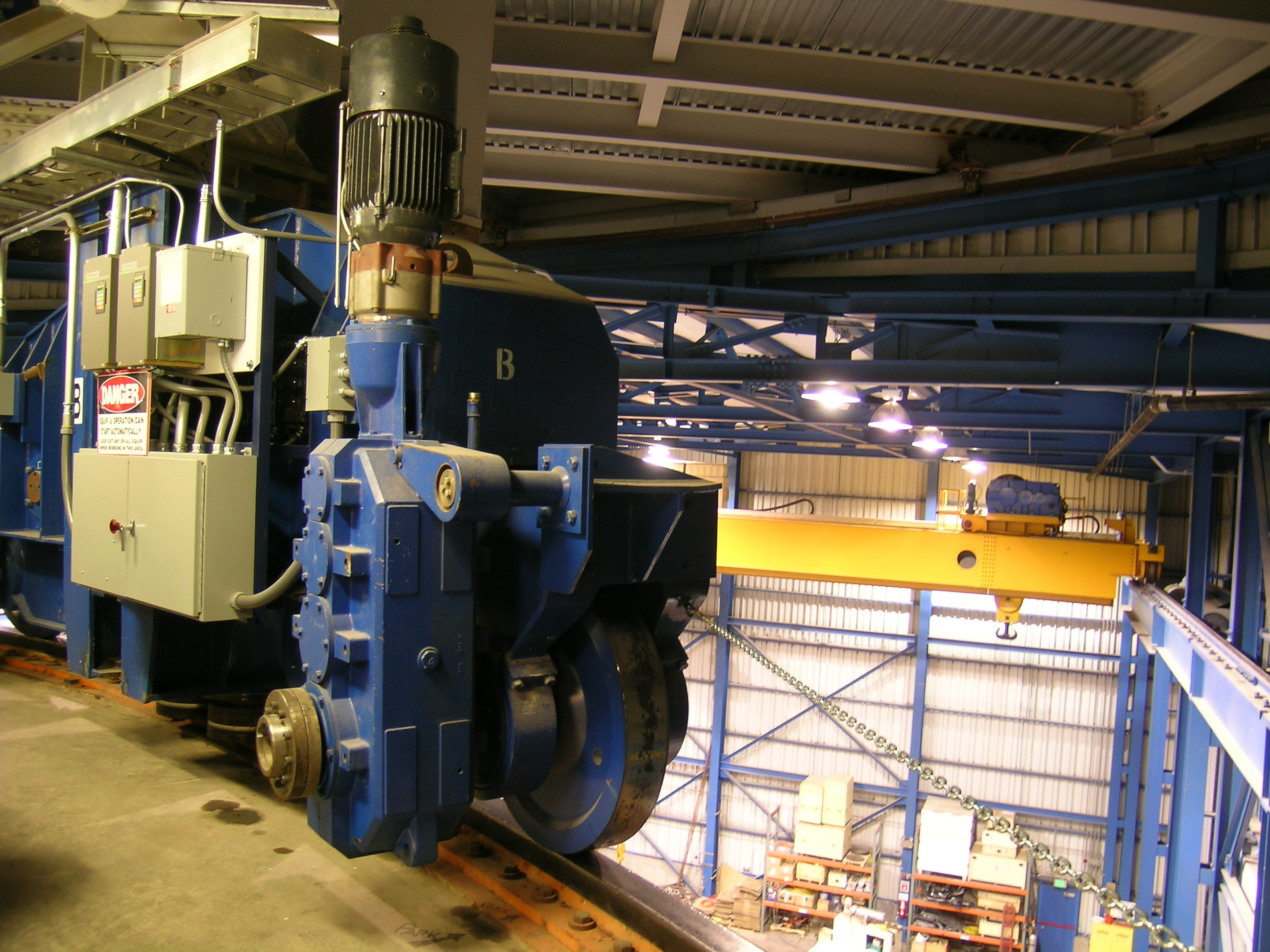
La pista de l'azimut on la caixa gira
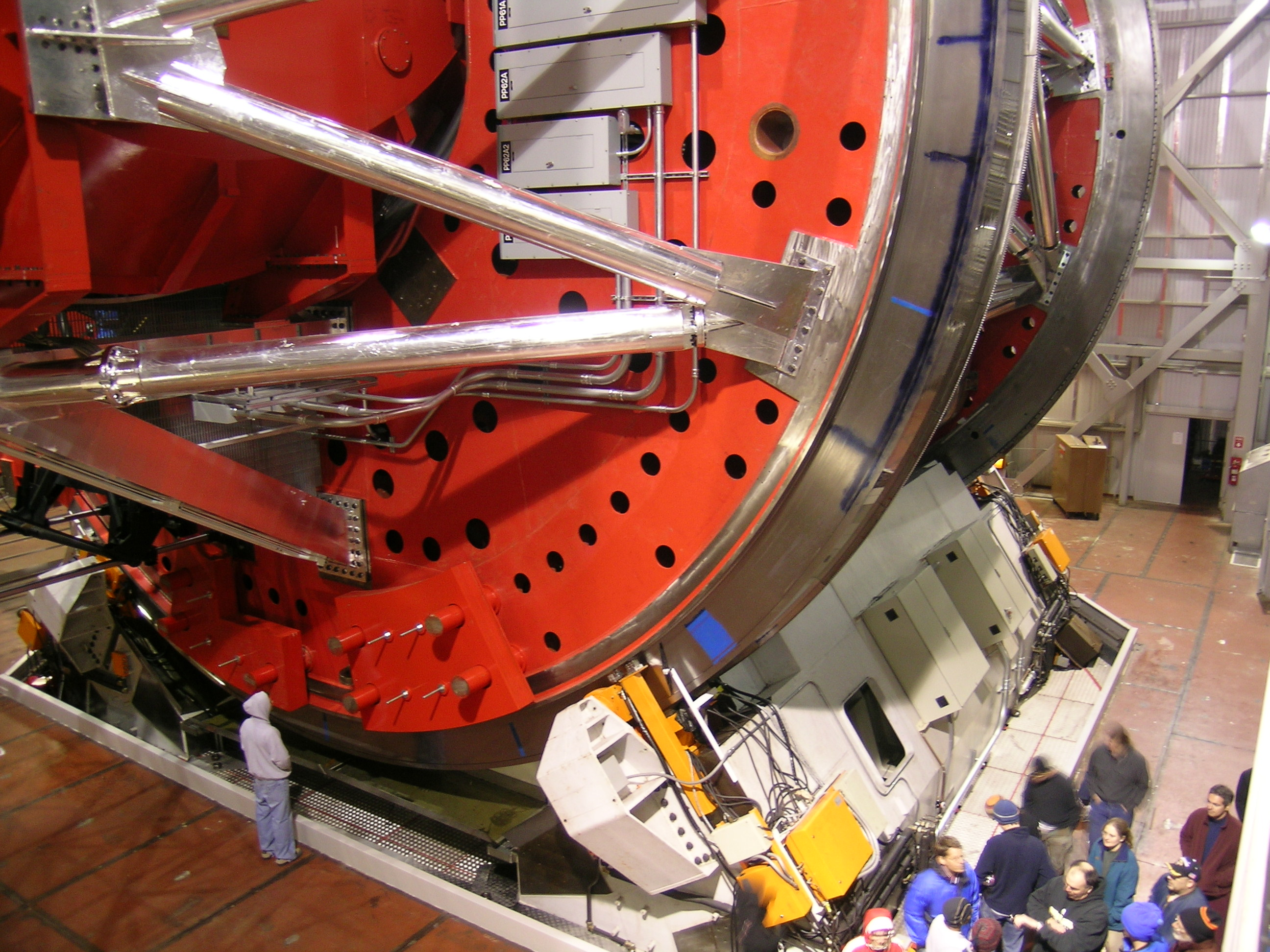
El rastreig d'altitud amb gent a l'escala
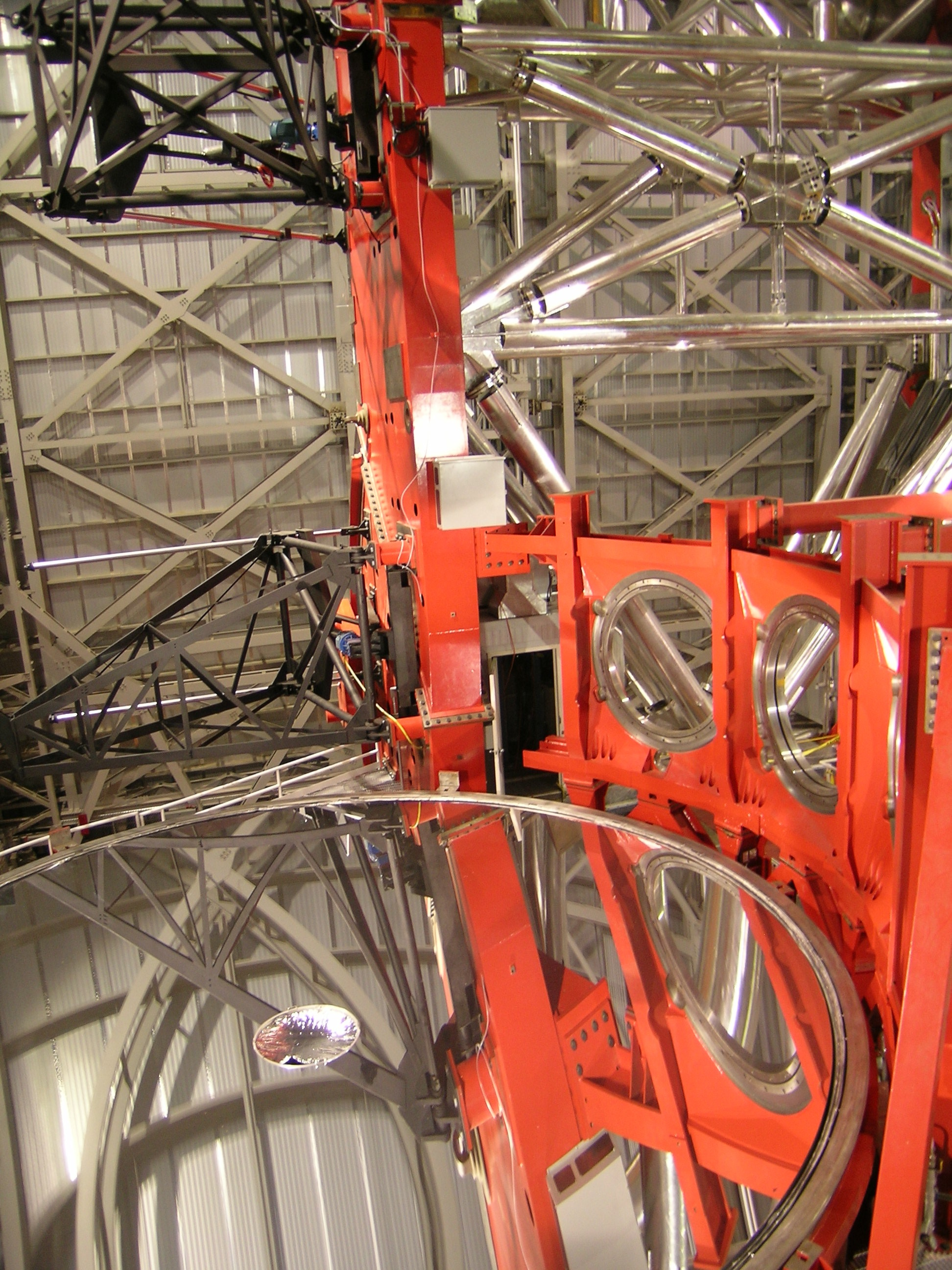
Un dels dos miralls del LBT
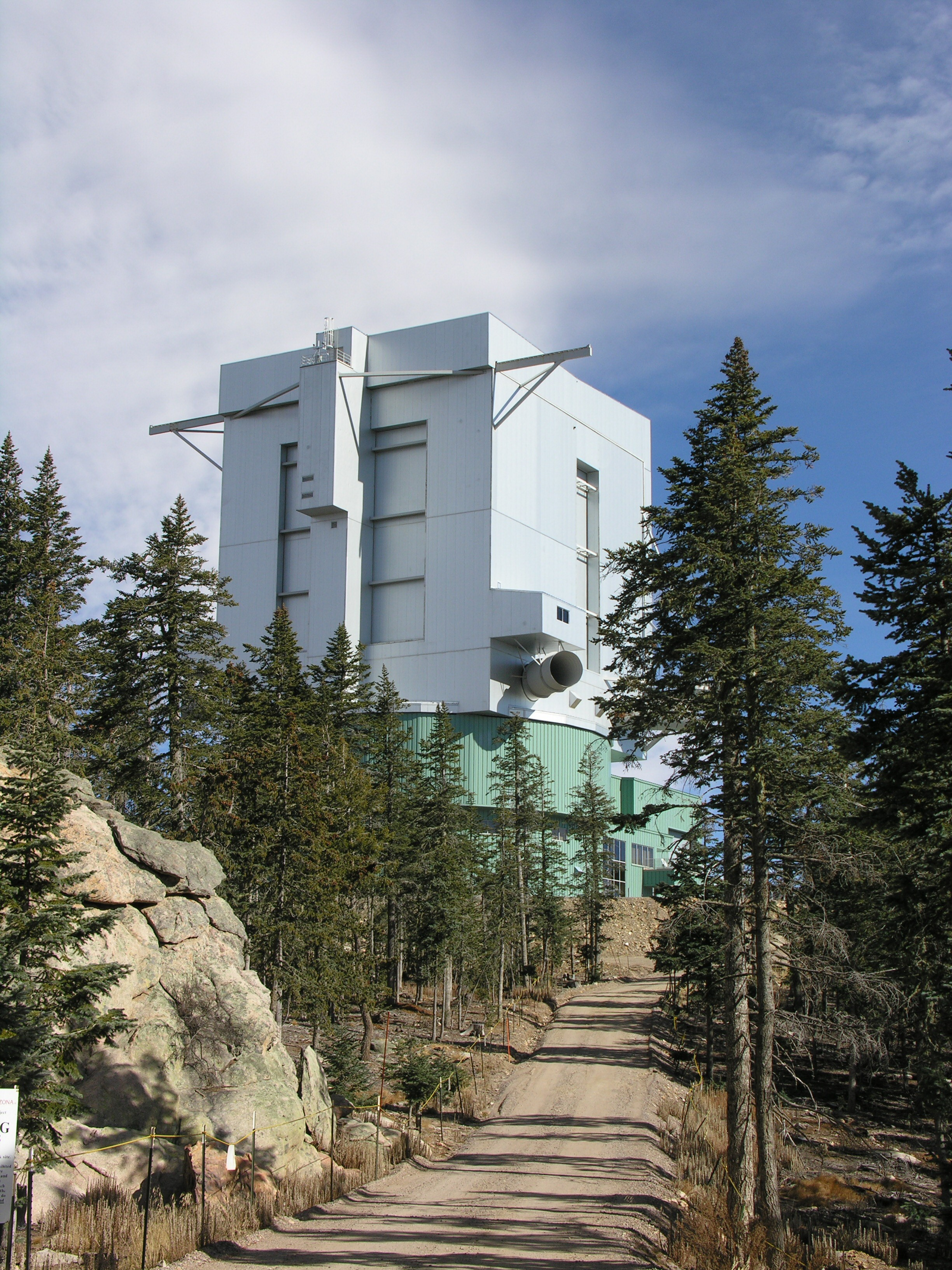
Vista del LBT. Presa el novembre de 2006